# Сплав Деварда
Сплав Деварда — сплав меди, алюминия и цинка (50 %, 45 % и 5 % соответственно). Хорошо растирается в порошок. Применяют в аналитической химии как восстановитель нитратов и нитритов в аммиак и др.
В ионном виде протекающую реакцию можно записать так:
{\displaystyle \mathrm {3\ NO_{3}^{-}+8\ Al+5\ OH^{-}+18\ H_{2}O\longrightarrow 3\ NH_{3}+8\ [Al(OH)_{4}]^{-}} }
Сплав описан в 1894 г. итальянским химиком по имени Артуро Деварда, так что правильнее было бы называть сплав «сплавом де Варды», но исторически прижилось «неправильное» название.